# And Now the Screaming Starts!
Pour plus de détails, voir Fiche technique et Distribution.
And Now the Screaming Starts! est un film britannique réalisé par Roy Ward Baker, sorti en 1973.

## Synopsis
Les jeunes mariés nommés Charles et Catherine Fengriffen sont installés dans le grand château. Depuis l'arrivée, Catherine est horrifiée par le portrait de l'un des ancêtres de ce clan mystérieux. Ensuite elle va se rendre compte qu'il y a des événements étranges. La malédiction se dresse sur la famille Fengriffen ?

## Fiche technique
- Titre : And Now the Screaming Starts!
- Réalisation : Roy Ward Baker
- Scénario : Roger Marshall, d'après le roman Fengriffen, de David Case
- Production : Gustave M. Berne, Max Rosenberg et Milton Subotsky
- Société de production : Amicus Productions
- Musique : Douglas Gamley
- Photographie : Denys N. Coop
- Montage : Peter Tanner
- Direction artistique : Tony Curtis
- Costumes : Betty Adamson et Dulcie Midwinter
- Pays d'origine : Royaume-Uni
- Format : Couleurs - 1,85:1 - Mono - 35 mm
- Genre : Horreur
- Durée : 91 minutes
- Date de sortie : 27 avril 1973 (États-Unis)

## Distribution
- Peter Cushing : le docteur Pope
- Herbert Lom : Henry Fengriffen
- Patrick Magee : le docteur Whittle
- Stephanie Beacham : Catherine Fengriffen
- Ian Ogilvy : Charles Fengriffen
- Geoffrey Whitehead : Silas
- Guy Rolfe : Maitland
- Rosalie Crutchley : Mme Luke
- Gillian Lind : tante Edith
- Sally Harrison : Sarah
- Janet Key : Bridget
- John Sharp : l'ami d'Henry
- Norman Mitchell : l'agent de police
- Lloyd Lamble : Sir John Westcliff

## Autour du film
- Les scènes du château de Fengriffen furent tournées à Windsor.
- À l'origine, le film devait s'intitulerThe Bride of Fengriffen (littéralement : La Jeune mariée de Fengriffen)[1]. C'est d'ailleurs non sans perplexité que la plupart des comédiens découvrirent son titre définitif lors de sa sortie en salles.
- L'année précédente, le cinéaste avait déjà dirigé Peter Cushing, Herbert Lom et Patrick Magee dans Asylum (1972). Le réalisateur, qui avait déjà dirigé Cushing dans Les Passions des vampires (1970), retrouvera l'acteur sur Les 7 vampires d'or (1974) et Les Masques de la mort (1984).
- Bien que tous trois hissés en tête d'affiche, les comédiens Peter Cushing, Herbert Lom et Patrick Magee figurent respectivement à l'écran dans 28, 11 et 5 minutes du film.
- La nouvelle qui inspira le film faisait commencer son histoire avec l'entrée en scène du personnage du Dr Pope (joué ici par Peter Cushing) qui, dans le métrage, n'intervient pourtant qu'après 47 minutes de projection.